# Meeker, Colorado
Meeker är administrativ huvudort i Rio Blanco County i Colorado. Enligt 2020 års folkräkning hade Meeker 2 374 invånare.